# 趙時齊
趙時齊（1516年—？），字子巽，號巽斋，浙江金華府蘭谿縣人，明朝政治人物。

## 生平
嘉靖十三年（1534年）甲午科浙江鄉試第三十五名舉人，嘉靖三十五年（1556年）丙辰科会试四十七名，廷试三甲一百二名進士。大理寺观政，授行人司行人，三十八年九月選授南京江西道監察御史。四十年謫定州判官，四十二年升江西赣州府推官，四十三年升本府同知，隆慶元年（1567年）三月升福建佥事，五年正月考察免。

## 家族
曾祖趙瑀；祖父趙貺；父趙玉。母陳氏。弟時襄、時彦（舉人）、時亮、時爕。